# الیزابت اف. چرچیل
الیزابت اف. چرچیل (Elizabeth Churchill)، یک روان‌شناس بریتانیایی-آمریکایی است که در تعامل انسان و کامپیوتر (HCI) و رایانش اجتماعی (Social Computing) تخصص دارد. او مدیر تجربه کاربر در گوگل بوده و در ACM، سمت‌های متعددی را از جمله مسئول خزانه‌داری میان سال‌های ۲۰۱۶–۲۰۱۸ و معاون اجرائی بین سال‌های ۲۰۱۸–۲۰۲۰ را عهده دار بوده است.

## تحصیلات و اوان زندگی
چرچیل در کلکته، هند متولد شده و در آوان طفولیت به نیوکسل نقل مکان نموده‌است. او لیسانس‌اش را در روان‌شناسی تجربی و کارشناسی ارشدش را در سیستم‌های مبتنی بر علم از دانشگاه ساسکس در بریتانیا گرفته و در آنجا روی شبیه‌سازی Soar کار کرده‌است. او دکترایش را در سال ۱۹۹۳ از دانشگاه کمبریج اخذ نمود.

## حرفه و پژوهش
بعد از دکترا او به عنوان پژوهش‌گر پست دکترا به دانشگاه نوتنگهام پیوست. در سال ۱۹۹۷، او به کالیفرنیا، ایالات متحده رفت تا به FXPAL ملحق شود جاییکه او گروه محاسبات اجتماعی را در آن شکل داده و رهبری کرد. در سال ۲۰۰۴ میلادی، چرچیل به مرکز تحقیقاتی پالو آلتو (PARC) پیوست. او در سال ۲۰۰۶ به عنوان دانشمند پژوهشی اصلی به Yahoo! رفت و در آنجا گروه تجربیات اینترنتی را در بخش سیستم‌های اقتصادی مایکرو و اجتماعی لابراتوارهای Yahoo! شکل داده و رهبری کرد. گروه و پژوهش او شامل چندین رشته می‌شد که مربوط بود به نقطه تقاطع علوم کمیپوتر، روان‌شناسی شناختی و اجتماعی، علم دیزاین، علم اعصاب، تحلیل و انسان‌شناسی. او قبلاً مدیر تعامل انسان و کامپیوتر برای لابراتوارهای پژوهشی eBay در سان خوزه، کالیفرنیا بود. فعلاً او مدیر تجربیات کاربر در گوگل در ماونتن ویو، کالیفرنیا است. در سال ۲۰۰۹، او در انتخابات مشترک با گریت وان در ویر، رئیس SIGCHI، به عنوان معاون اجرائی ACM SIGCHI انتخاب شد.
چرچیل برای کارش روی عوامل محاوره‌ای تجسم یافته (Embodied Conversational Agents) و ویرایش کتابی با همان نام، ناحیه‌ای در HCI که از عوامل تجسم یافته ایجاد شده توسط کامپیوتر متحد با مدل ژست‌ها و حالت‌های چهره برای ایجاد ارتباط گفتاری رو در رو با مردم استفاده می‌کنند، معروف است. او همچنین برای کارش روی محیط‌های هماهنگی مجازی و نمایش‌ها و نصب‌های عمومی شناخته می‌شود. در سال ۲۰۱۱ میلادی، او یک مجله ویژه دربارهٔ فیمینیسم و HCI را با شاوین باردزیل در دانشگاه اندیانا بلومنگتون، ویرایش می‌کرد. آخرین کار او بر سیستم‌های طراحی و ابزار طرح‌کننده و توسعه‌دهنده متمرکز است.
چرچیل برنامه تکنیکی را در کنفرانس‌های عالی متعدد راه اندازی و رهبری کرد، به‌صورت منظم در مجله‌ها و کنفرانس‌های علمی درجه یک در علوم کمیپوتر، تعامل انسان – کامپیوتر، جامعه‌شناسی و رشته‌های مرتبط انتشاراتی دارد. کارهای او در روزنامه‌ها و مجله‌های زیادی در سطح دنیا از جمله Scientific American و SFGate ظاهر شده‌است.

### جوایز و افتخارات
چرچیل در سال ۲۰۱۶، جایزه Athena Award را برای جایزه رهبری اجرائی از مرکز تحقیقات معلومات فناوری به نفع جامعه (CITRIS) دانشگاه کالیفرنیا و مؤسسه Banatao دریافت کرد. چرچیل در سال ۲۰۱۹ میلادی به دلیل «مشارکت در تعامل انسان – کامپیوتر و خدمت به ACM» به عنوان عضو اتحادیه ماشینری محاسباتی (ACM) انتخاب شد. او به دلیل مشارکت پایدار در رشته‌های تعامل انسان کامپیوتر و رایانش اجتماعی از دانشگاه ساسکس در بریتانیا (۲۰۱۸) و از دانشگاه استاکهلم در سویدن (۲۰۱۹) دکترای افتخاری کسب کرده‌است.